# Grentheville
Grentheville ist eine französische Gemeinde mit 1.005 Einwohnern (Stand: 1. Januar 2022) im Département Calvados in der Region Normandie. Sie gehört zum Arrondissement Caen und zum Kanton Évrecy.

## Geografie
Grentheville liegt etwa sechs Kilometer südöstlich von Caen. Umgeben wird Grentheville von den Nachbargemeinden Mondeville im Nordwesten und Norden, Cagny im Nordosten und Osten, Frénouville im Südosten, Soliers im Süden, Ifs im Südwesten sowie Cormelles-le-Royal im Westen und Nordwesten.

## Bevölkerungsentwicklung
| Jahr           | 1962 | 1968 | 1975 | 1982 | 1990 | 1999 | 2006 | 2019 |
| Einwohner      | 194  | 224  | 188  | 311  | 597  | 753  | 930  | 973  |
| Quellen: INSEE |      |      |      |      |      |      |      |      |

## Sehenswürdigkeiten
- Kirche Saint-Rémy aus dem 12. Jahrhundert, heutiges Gebäude aus dem 17. Jahrhundert
- Kloster L’Annonciade, erbaut 2015

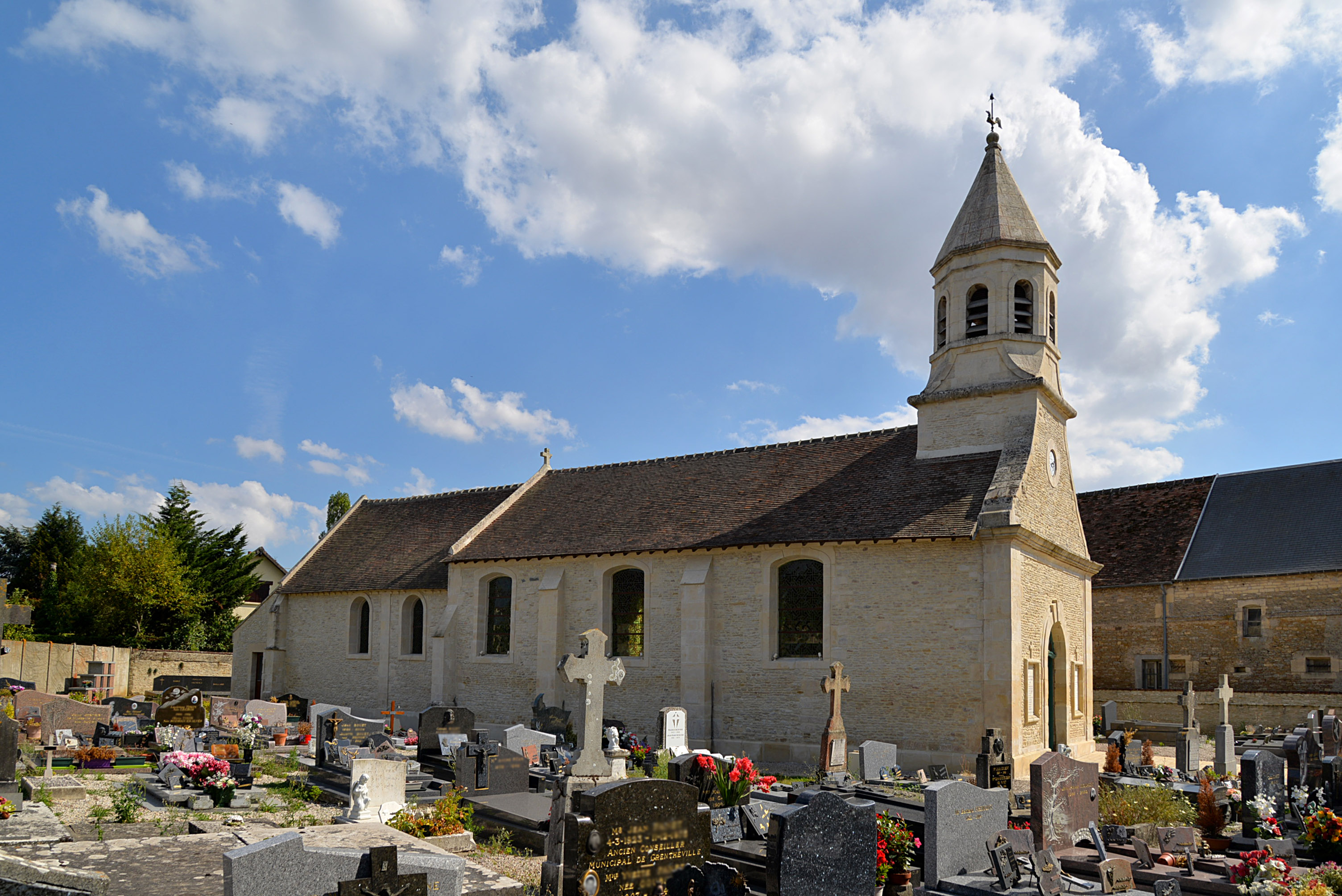
Kirche Saint-Rémy
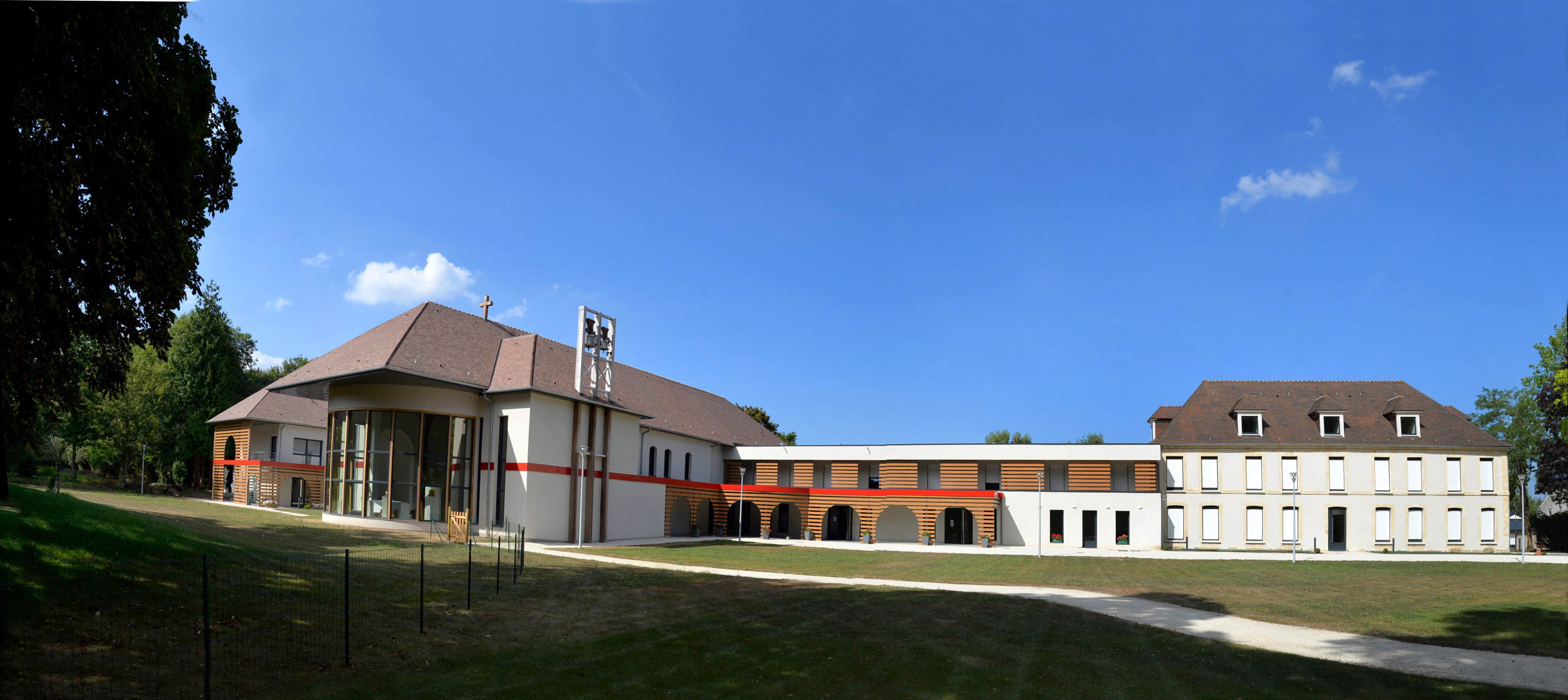
Kloster L’Annonciade